# Aeroportul Glenormiston
Aeroportul Glenormiston (IATA: GLM, ICAO: YGLO) este un aeroport din Queensland, Australia.
Situat la o altitudine de 156 m, aeroportul dispune de o singură pistă.